# 卡尔卢尔
卡尔卢尔（Kallur），是印度安得拉邦Kurnool县的一个城镇。总人口52880（2001年）。

## 人口
该地2001年总人口52880人，其中男性27212人，女性25668人；0—6岁人口7620人，其中男3966人，女3654人；识字率43.16%，其中男性为54.02%，女性为31.63%。